# Liste der rumänischen Abgeordneten zum EU-Parlament (2019–2024)
Die Liste der rumänischen Abgeordneten zum EU-Parlament (2019–2024) listet alle rumänischen Mitglieder des 9. Europäischen Parlaments nach der Europawahl in Rumänien 2019 auf.

## Aktuelle Mandatsstärke der Parteien
| Nationale Partei                                                      | Fraktion | Mandate |
| --------------------------------------------------------------------- | -------- | ------- |
| Partidul Național Liberal                                             | EVP      | 10      |
| Partidul Social Democrat                                              | S&D      | 07      |
| Uniunea Salvați România                                               | RE       | 02      |
| Reînnoim Proiectul European al României                               | RE       | 05      |
| Partidul Mișcarea Populară                                            | EVP      | 02      |
| Uniunea Democrată Maghiară din România                                | EVP      | 02      |
| Pro România                                                           | S&D      | 01      |
| Partidul Umanist Social Liberal (ehemalige Partidul Puterii Umaniste) | S&D      | 01      |
| Partidul Național Țărănesc Creștin Democrat                           | EKR      | 01      |
| Partidul Social Democrat                                              | NI       | 01      |
| Unabhängige                                                           | G/EFA    | 01      |
| SUMME                                                                 |          | 33      |

## Abgeordnete
| Bild | Name                   | geb. | MEP seit      | Partei    | Fraktion | Kommentar                                                                                               |
| ---- | ---------------------- | ---- | ------------- | --------- | -------- | --- |
|      | Clotilde Armand        | 1973 | 2. Juli 2019  | USR       | RE       | Abgeordnete bis zum 20. Oktober 2020                                                                    |
|      | Carmen Avram           | 1966 | 2. Juli 2019  | PSD       | S&D      | |
|      | Traian Băsescu         | 1951 | 2. Juli 2019  | PMP       | EVP      | |
|      | Adrian-Dragoș Benea    | 1975 | 2. Juli 2019  | PSD       | S&D      | |
|      | Vasile Blaga           | 1956 | 2. Juli 2019  | PNL       | EVP      | |
|      | Rareș Bogdan           | 1974 | 2. Juli 2019  | PNL       | EVP      | |
|      | Vlad Botoș             | 1986 | 2. Juli 2019  | USR       | RE       | |
|      | Daniel Buda            | 1970 | 2. Juli 2019  | PNL       | EVP      | |
|      | Cristian Silviu Bușoi  | 1978 | 2. Juli 2019  | PNL       | EVP      | |
|      | Dacian Cioloș          | 1969 | 2. Juli 2019  | REPER     | RE       | |
|      | Tudor Ciuhodaru        | 1969 | 2. Juli 2019  | PSD       | NI       | Fraktionsaustritt aus S&D-Fraktion im Februar 2024                                                      |
|      | Corina Crețu           | 1967 | 2. Juli 2019  | PRO       | S&D      | |
|      | Gheorghe Falcă         | 1951 | 2. Juli 2019  | PNL       | EVP      | |
|      | Vlad Gheorghe          | 1985 | 20. Okt. 2020 | USR       | RE       | Nachrücker für Clotilde Armand                                                                          |
|      | Cristian Ghinea        | 1977 | 2. Juli 2019  | USR       | RE       | Abgeordneter bis zum 22. Dezember 2020                                                                  |
|      | Maria Grapini          | 1964 | 2. Juli 2019  | PUSL      | S&D      | Parteiaustritt aus PSD                                                                                  |
|      | Mircea Hava            | 1956 | 2. Juli 2019  | PNL       | EVP      | |
|      | Iulian Claudiu Manda   | 1975 | 2. Juli 2019  | PSD       | S&D      | |
|      | Marian-Jean Marinescu  | 1952 | 2. Juli 2019  | PNL       | EVP      | |
|      | Alin Mituța            | 1984 | 28. Dez. 2020 | REPER     | RE       | Nachrücker für Cristian Ghinea                                                                          |
|      | Dan Motreanu           | 1970 | 2. Juli 2019  | PNL       | EVP      | |
|      | Siegfried Mureșan      | 1981 | 2. Juli 2019  | PNL       | EVP      | |
|      | Victor Negrescu        | 1985 | 1. Feb. 2020  | PSD       | S&D      | |
|      | Dan Nica               | 1960 | 2. Juli 2019  | PSD       | S&D      | |
|      | Gheorghe-Vlad Nistor   | 1954 | 2. Dez. 2019  | PNL       | EVP      | Nachrücker für Adina Vălean                                                                             |
|      | Dragoș Pîslaru         | 1976 | 2. Juli 2019  | REPER     | RE       | |
|      | Rovana Plumb           | 1960 | 2. Juli 2019  | PSD       | S&D      | |
|      | Nicolae Ştefănuţă      | 1982 | 2. Juli 2019  | parteilos | G/EFA    | Parteiaustritt aus USR und Fraktionsaustritt aus RE sowie Fraktionsbeitritt zu G/EFA am 9. März 2023    |
|      | Ramona Strugariu       | 1979 | 2. Juli 2019  | REPER     | RE       | |
|      | Cristian-Vasile Terheş | 1978 | 2. Juli 2019  | PNȚ-CD    | EKR      | Wechselte im Mai 2020 von PSD zur PNȚ-CD.                                                               |
|      | Eugen Tomac            | 1981 | 2. Juli 2019  | PMP       | EVP      | |
|      | Dragoș Tudorache       | 1975 | 2. Juli 2019  | REPER     | RE       | |
|      | Mihai Tudose           | 1967 | 2. Juli 2019  | PSD       | S&D      | Victor Ponta nahm sein Mandat nicht an. Wechselte im Januar 2020 von Pro România wieder zur PSD zurück. |
|      | Adina Vălean           | 1968 | 2. Juli 2019  | PNL       | EVP      | Abgeordnete bis zum 30. November 2019                                                                   |
|      | Loránt Vincze          | 1977 | 2. Juli 2019  | UDMR      | EVP      | |
|      | Iuliu Winkler          | 1964 | 2. Juli 2019  | UDMR      | EVP      | |